# STS-61
STS-61 — это первая сервисная миссия к космическому телескопу Хаббл и пятый полёт Спейс Шаттла Индевор. Миссия стартовала 2 декабря 1993 года из Космического центра Кеннеди в штате Флорида.

## Экипаж
- (НАСА): Ричард Кови (4)[1] — командир;
- (НАСА): Кеннет Бауэрсокс (2) — пилот;
- (НАСА): Кэтрин Торнтон (3) — специалист полёта 1;
- (ЕКА): Клод Николье (2) — специалист полёта 2;
- (НАСА): Джеффри Хоффман (4) — специалист полёта 3;
- (НАСА): Стори Масгрейв (5) — специалист полёта 4, командир полезной нагрузки;
- (НАСА): Томас Эйкерс (3) — специалист полёта 5.

## Выходы в открытый космос
- Масгрейв и Хоффман  — Выход 1
  - Цель: замена двух блоков с гироскопами RSU-2 и RSU-3, двух блоков электроники гироскопов ECU № 1, № 3 и 8 плавких предохранителей.
  - Начало: 5 декабря 1993 — 03:44 UTC
  - Конец: 5 декабря — 11:38 UTC
  - Продолжительность: 7 часов, 54 минуты
- Торнтон и Эйкерс  — Выход 2
  - Цель: замена обеих солнечных батарей.
  - Начало: 6 декабря, 1993 — 03:29 UTC
  - Конец: 6 декабря — 10:05 UTC
  - Продолжительность: 6 часов, 36 минут
- Масгрейв и Хоффман  — Выход 3
  - Цель: замена широкоугольной планетарной камеры WFPC-1 на более усовершенствованную WFPC-2, замена двух магнитометров.
  - Начало: 7 декабря, 1993 — 03:35 UTC
  - Конец: 7 декабря — 10:22 UTC
  - Продолжительность: 6 часов, 47 минут
- Торнтон и Эйкерс  — Выход 4
  - Цель: замена высокоскоростного фотометра (HSP) на систему оптической коррекции (COSTAR), обновление бортового вычислительного комплекса.
  - Начало: 8 декабря, 1993 — 03:13 UTC
  - Конец: 8 декабря — 10:03 UTC
  - Продолжительность: 6 часов, 50 минут
- Масгрейв и Хоффман  — Выход 5
  - Цель: замена системы управления привода солнечной батареи, установка дополнительного блока переключений и кабеля для спектрографа высокого разрешения.
  - Начало: 9 декабря, 1993 — 03:30 UTC
  - Конец: 9 декабря — 10:51 UTC
  - Продолжительность: 7 часов, 21 минут